# 데니스 멘쇼프
데니스 니콜라예비치 멘쇼프(러시아어: Дени́с Никола́евич Меньшо́в, 1978년 1월 25일 ~ )는 러시아의 자전거 경기 선수이다. 도로 사이클 그랜드 투어에서 큰 두각을 드러냈으며, 2005년 부엘타 아 에스파냐에서 종합 준우승, 2007년에 부엘타 아 에스파냐에서 종합 우승, 2009년에는 지로 디탈리아에서 종합 우승을 이뤄냈다. 2008년에 출전한 투르 드 프랑스에서는 완주에 실패하고 입상하지 못하였다.
1999년에 바네스토의 견습 선수로 입단했으며, 이듬 해에 바네스토 소속 선수로 프로 사이클 선수로 데뷔하였다. 2001년에 투르 드 라브니르에서 종합 우승을 차지하며 프로 경력 첫 우승을 이뤄냈으며, 2003년에 프랑스의 그랜드 투어 대회인 투르 드 프랑스에서 최고의 영라이더로 선정되어 하얀색 저지를 입고 대회에 임했다. 2004년에는 바스크 투어에서 대회 종합 우승을 차지하였다.
2005년에는 네덜란드의 프로 사이클팀인 라보뱅크로 이적하였고. 그 해의 투르 드 프랑스에서는 감기로 인해 별다른 성과를 내지 못하였으나, 같은 해의 부엘타 아 에스파냐에서는 종합 준우승을 차지하여 생애 최초로 그랜드 투어 대회 입상을 일궈냈다. 이후 2007년에 2007년 부엘타 아 에스파냐에서 종합 우승을 차지하여 러시아 선수로는 최초로 부엘타 아 에스파냐에서 우승을 한 선수로 기록되었다. 2008년에는 투르 드 프랑스에 참가하였고, 2009년에는 지로 디탈리아에 참가하여 2개 구간에서 우승을 하여 종합 우승을 차지하였다. 지로 디탈리아 이후인 2010년에는 스페인의 사이클팀인 제옥스-TMC로 이적했다.
2012년에 모국 러시아의 프로 사이클팀인 팀 카튜샤로 이적하였으며, 같은 해에 러시아 선수권 대회에서 우승을 차지하였다. 이후 2012년 투르 드 프랑스에 참하였고, 투르 직후에는 런던에서 열린 하계 올림픽에 러시아 국가대표로 참가하여 마지막 올림픽 무대를 가졌다. 이후에는 부엘타 아 에스파냐에 참가하여 구간 우승 1회를 차지했다. 이후 이듬해인 2013년에 무릎 부상으로 은퇴를 선언했다.